# Milje (Słowenia)
Milje – wieś w Słowenii, w gminie Šenčur. W 2018 roku liczyła 459 mieszkańców.